# キョセ・ダグの戦い
キョセ・ダグの戦い（キョセ・ダグのたたかい、トルコ語: Kösedağ Muharebesi）は、1243年6月26日または7月1日にアナトリア東部のキョセ・ダグ山でカイホスロー2世が率いるルーム・セルジューク朝軍とバイジュが率いるモンゴル軍の間で起こった戦闘である。この戦いはモンゴル帝国のアナトリア征服の過程における極めて重要な戦いとなり、戦いに敗れたルーム・セルジューク朝はそれまで保持していた地中海東部における有力国の立場を失い、モンゴルの従属国の立場に転落することになった。
モンゴル帝国は1230年代初頭にイラン西部の広大な地域を征服し、ルーム・セルジューク朝と領土を接するようになったが、その後のおよそ10年間はルーム・セルジューク朝との関係をほとんど放置していた。その一方でモンゴル軍は将軍のチョルマグンの下で南コーカサスの征服を推し進め、グルジア王国を属国化した。1237年にカイホスロー2世がルーム・セルジューク朝のスルターンに即位するとモンゴルとルーム・セルジューク朝の関係は悪化し始め、1240年にはモンゴル軍によるルーム・セルジューク朝の領内への襲撃が始まった。その2年後にチョルマグンの後任のバイジュがエルズルムを占領して略奪し、敵対関係は露骨な戦争行為へと発展した。バイジュは1243年にグルジア人とアルメニア人の補助兵を含む3万人のモンゴル軍を率いて再びルーム・セルジューク朝の領内へ進軍した。
カイホスロー2世は侵略に立ち向かうために傭兵を含む8万人に及ぶ大軍を組織したが、モンゴル軍が持つ高い規律と結束力を欠いていた。さらにスィヴァスの要塞に留まるように勧める臣下の忠告を無視し、キョセ・ダグ山の峠でモンゴル軍を攻撃した。激しい戦いが一日近くにわたって続いたが、夕刻になってルーム・セルジューク朝軍の陣形が突如として崩れた。恐れをなしたルーム・セルジューク朝の軍勢は夜の間に逃げ出したが、バイジュは放棄された敵の陣地が罠になっているのではないかと考え、略奪を二日間先延ばしにしたためにスルターンを捕らえる機会を逸した。それでもなお、モンゴル軍はキョセ・ダグ山での勝利に続いてアナトリアの多くの都市の占領に成功し、さらにルーム・セルジューク朝に莫大な貢納を課した。ルーム・セルジューク朝はこの決定的な敗北とその後のモンゴルに対する従属状態から立ち直ることができず、最終的に1308年に滅亡した。

## 背景
1071年にセルジューク朝がマラズギルトの戦いでビザンツ帝国に決定的な勝利を収め、その後セルジューク朝は急速にアナトリアを制圧していった。セルジューク朝の王子の一人であったスライマーン・ブン・クタルミシュはこの戦いの6年後にアナトリアにおいて独立政権を樹立した。ルーム・セルジューク朝の名で知られるこの国家は反抗的なトゥルクマーンの遊牧民を含む多くの集団を征服し、その後150年にわたってアナトリアの大部分を支配した。13世紀初頭にはビザンツ帝国の政権の崩壊にも助けられ、1230年代までにアナトリアの主要な港湾都市であるアンタルヤとシノーペーの支配を通じて海運や商業の分野において大きな発展を遂げた。
モンゴル帝国は1206年にチンギス・カン（在位：1206年 - 1227年）の下で成立した。そのチンギスの治世の間にモンゴルは中国北部の金と西夏、トルキスタンのカラ・キタイ、そして中央アジアとイランのホラズム・シャー朝を解体した。チンギスの息子で後継者のオゴデイ（在位：1229年 - 1241年）の下で金の残部に対するさらなる軍事作戦が展開され、その一方で別の軍勢は1236年から1242年にかけて最初にルーシの諸公国を、次いで中央ヨーロッパを侵略した。

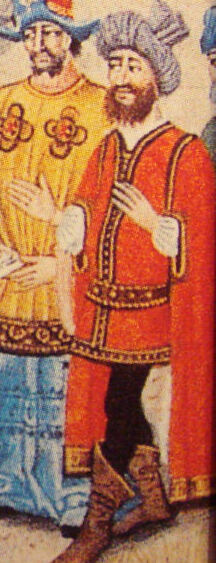
ローマ教皇インノケンティウス4世の書簡を受け取るバイジュの姿が描かれているダヴィッド・オベールによって編纂された『皇帝の年代記』の挿絵（1462年）

1230年にはイラン西部に政権を築いてモンゴルに抵抗を続けていたホラズム・シャー朝の王子のジャラールッディーン・メングベルディーを排除するために将軍のチョルマグンに率いられたさらなる軍勢が派遣された。この任務はすぐに達成され、ジャラールッディーンは1231年8月にクルド人の手によって殺害された。チョルマグンはアゼルバイジャンに位置する肥沃なムガン平原に拠点を構え、その後10年をかけてイラン西部と南コーカサスに対するモンゴルの支配を強化した。3万の軍勢を指揮下に置いていたチョルマグンは毎年コーカサス地方の敵対的な要塞群に対する出征を繰り返し、特にグルジア王国の征服に力を注いだ。1239年までにモンゴルは女王のルスダン（在位：1223年 - 1245年）が統治していたグルジアの国土の大部分を征服し、グルジアを従属国の立場に追いやった。しかし、チョルマグンは1240年頃に聾唖か麻痺の症状、あるいはその両方によって半身不随の状態となり、その結果チョルマグンの副官であったバイジュが後任となった。
同じ頃にルーム・セルジューク朝のスルターンのカイクバード1世（在位：1220年 - 1237年）はジャラールッディーンの活動が自国の領土の周辺地域にモンゴルの関心を引き付けるのではないかという懸念を抱いていた。ルーム・セルジューク朝の土地は牧草地として非常に優れていることが知られていたにもかかわらず、バイジュによる1232年のスィヴァス周辺への襲撃とトゥーグターブという地名で知られていた草原における襲撃の例を除けばモンゴルは初めのうちはルーム・セルジューク朝を攻撃しなかった。その一方でモンゴルはルーム・セルジューク朝からの友好の申し出を受け入れ、わずかばかりの貢納を受け取っていた。また、カイクバード1世はカラコルムのモンゴルの支配者の下へ表敬のために自ら出向くようにというモンゴル側の要請を受け入れたが、実際に現地に赴く前に急逝した。
ルーム・セルジューク朝とモンゴルの関係が悪化したのはカイクバード1世の後を継いだカイホスロー2世（在位：1237年 - 1246年）の治世になってからである。カイホスロー2世は当初はモンゴルに対し服従する姿勢を示していたが、その一方でモンゴルが攻撃を望んでいないかモンゴルを撃退することができると考えていた可能性がある。そして1240年までに両者の関係はモンゴル軍がルーム・セルジューク朝の領土に対する襲撃に乗り出すほど悪化した。それだけではなく、1240年当時ルーム・セルジューク朝は地方の宣教師であったバーバー・イスハークが起こしたバーバーの反乱によって弱体化していたとみられている。このような状況にもかかわらず、カイホスロー2世は積極的な行動を見せ、1240年から1241年にかけてモンゴル領に近いアーミドに対する軍事行動を起こし、これを占領することに成功した。

## 戦いの序章
1242年にバイジュは敵対姿勢をさらにエスカレートさせ、直接戦端を開く段階まで関係を悪化させた。同時代の歴史家のイブン・ビービーによれば、このようなバイジュの姿勢はバイジュが後世の子孫のために新しい征服地を残しておきたいと望んだためであった。モンゴル軍はコーカサスのキリスト教徒からなる外国人部隊を伴い、1071年以来セルジューク朝とその後継政権の一つであるルーム・セルジューク朝の支配下にあったエルズルムに対し服従を要求した。しかし、モンゴルの使節は侮辱的な扱いを受けて要求を拒絶され、その結果として都市は包囲された。そして2か月後にモンゴル軍の攻城兵器が城壁を破壊し、都市はすぐさま略奪に晒された。モンゴル軍の行動としては珍しく、この時は教会までもが略奪の対象となり、その財宝はバイジュのキリスト教徒の部隊によってその共同体の間で分配された。この襲撃の後、バイジュはムガン平原で冬を過ごすために多くの戦利品と捕虜を伴って撤退した。
バイジュは翌年再びルーム・セルジューク朝の領内へ進軍したが、当時のモンゴルはオゴデイの没後まだ新しい皇帝が選出されておらず、イラン総督のアルグン・アカの威令もバイジュ麾下の軍隊には及んでいなかったため、前年のエルズルムに対する襲撃と同様にこの時の侵攻もバイジュの独断によって進められた可能性が高いと考えられている。

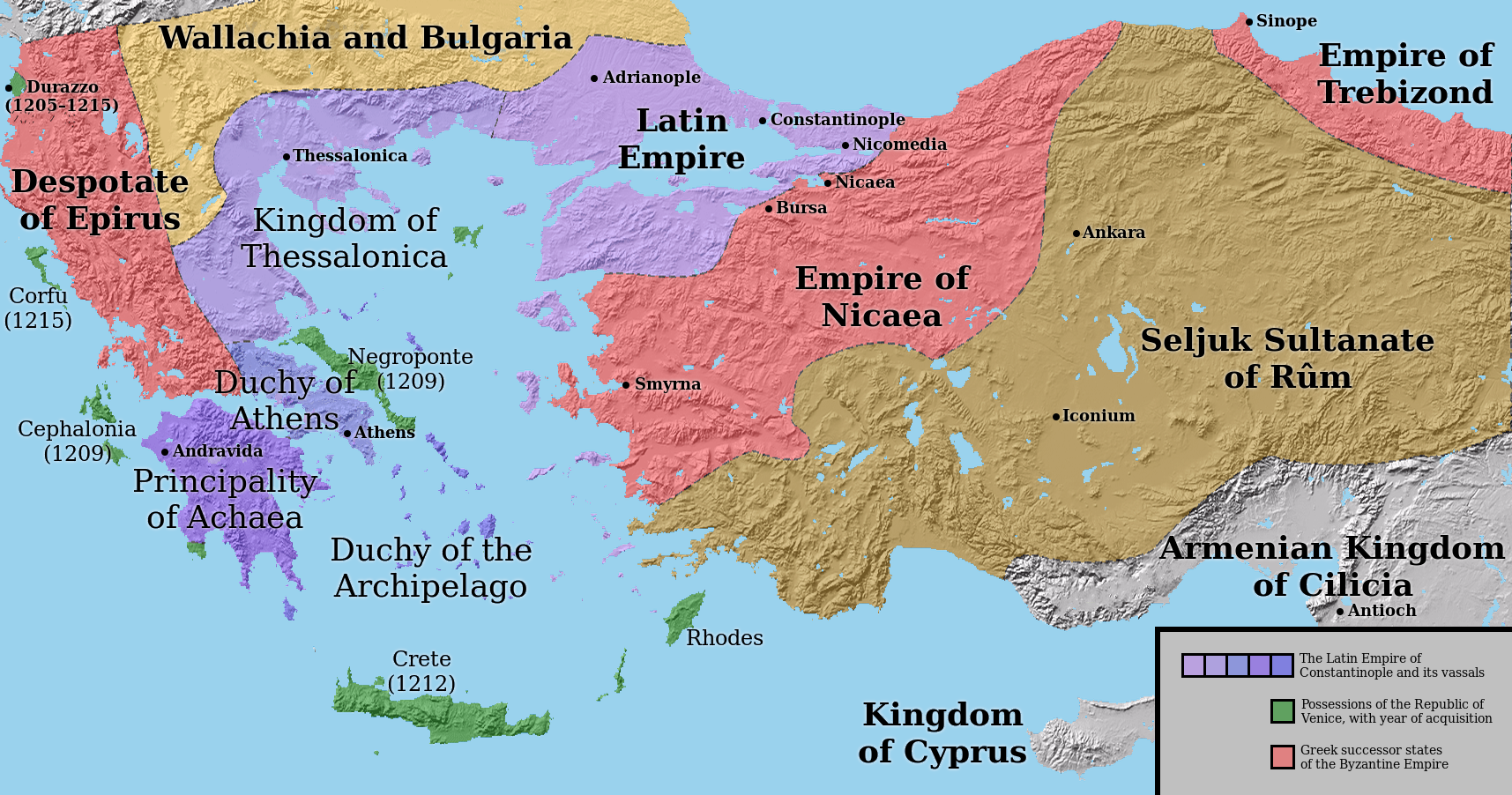
第4回十字軍がコンスタンティノープルを占領してラテン帝国を樹立した13世紀初頭のエーゲ海周辺とアナトリアの勢力図
赤色…ビザンツ帝国の各亡命政権（ニカイア帝国、トレビゾンド帝国、エピロス専制公国）
紫色…第4回十字軍後に成立した十字軍国家（ラテン帝国、テッサロニキ王国、アテネ公国、アカイア公国）
緑色…ヴェネツィア領
黄土色…ルーム・セルジューク朝
右下…キリキア・アルメニア王国

カイホスロー2世はモンゴルの侵略を撃退するために周辺地域から大量の傭兵を雇い、強力な軍隊を作り上げようとした。その中には十字軍国家の一つであるラテン帝国の騎士、ビザンツ系のギリシア人貴族、そしてアレッポのアイユーブ朝やイラクのアラブ部族出身の兵士たちが含まれており、カイホスロー2世自身はグルジア王女のタマルと結婚していたことからグルジア人騎士の部隊を率いていた。さらに、カイホスロー2世はニカイア帝国（第4回十字軍後のビザンツ帝国の亡命政権の一つ）の支配者であるヨハネス3世ヴァタツェス（在位：1221年 - 1254年）と条約を結び、ニカイア帝国からも傭兵を募った。自国の領内から傭兵を送り出した当時のヨハネス3世は、ニカイア帝国とモンゴルの間の緩衝国家としてルーム・セルジューク朝が存在し続けることを望んでいたとみられている。
キリキア・アルメニア王国などの地域内の他の勢力はルーム・セルジューク朝に軍事力を提供すると約束した。しかし、これらの勢力はモンゴルの怒りを買うことを望まず、モンゴルの方がはるかに危険な敵だとみなしていたため、キリキア・アルメニア王国は双方の間の戦いが終わるまで軍隊の到着を意図的に遅らせた。ジャラールッディーンの死後も依然として軍事力を保持していたホラズム・シャー朝の残党はカイクバード1世の要請を受け入れて1237年までルーム・セルジューク朝に傭兵として雇われていたが、これらの傭兵はカイホスロー2世の即位に反発し、バーバーの反乱に加わっていたトゥルクマーンたちと同様にカイホスロー2世のために戦うことを拒否した。さらに、カイホスロー2世の有力な助言者であったサアドゥッディーン・キョペクが自分にとって潜在的な競争相手とみなしていた何人かの有能なルーム・セルジューク朝の軍事指導者を排除していた。その結果として軍の指揮系統は混乱し、分裂の様相を呈していた。
モンゴル軍の中核は経験豊富で規律のあるおよそ3万人の部隊からなり、そのほとんどがモンゴル人で占められていたが、部隊にはウイグル人やその他のトルキスタン出身者も含まれていた。さらにモンゴル軍はグルジア人とアルメニア人からなる騎兵隊を伴っており、その中にはアルメニアのハチェン公国の統治者も含まれていた。軍隊はバイジュと多くの有能な将校が指揮を執った。モンゴル軍の中核部隊は10年にわたりともに戦ってきた経験があり、ルーム・セルジューク朝の軍隊に欠けていた結束力を持っていた。同時代の年代記作家たちはモンゴル軍と対峙したルーム・セルジューク朝軍の規模について16万人あるいは20万人に達していたと主張しており、モンゴル軍の規模はこれと比べて確実に劣っていたとみられている。ただし、歴史家のバヤルサイハン・ダシュドンドグは、より現実的なルーム・セルジューク朝軍の推定規模として8万人という数字を示している。

## 戦闘

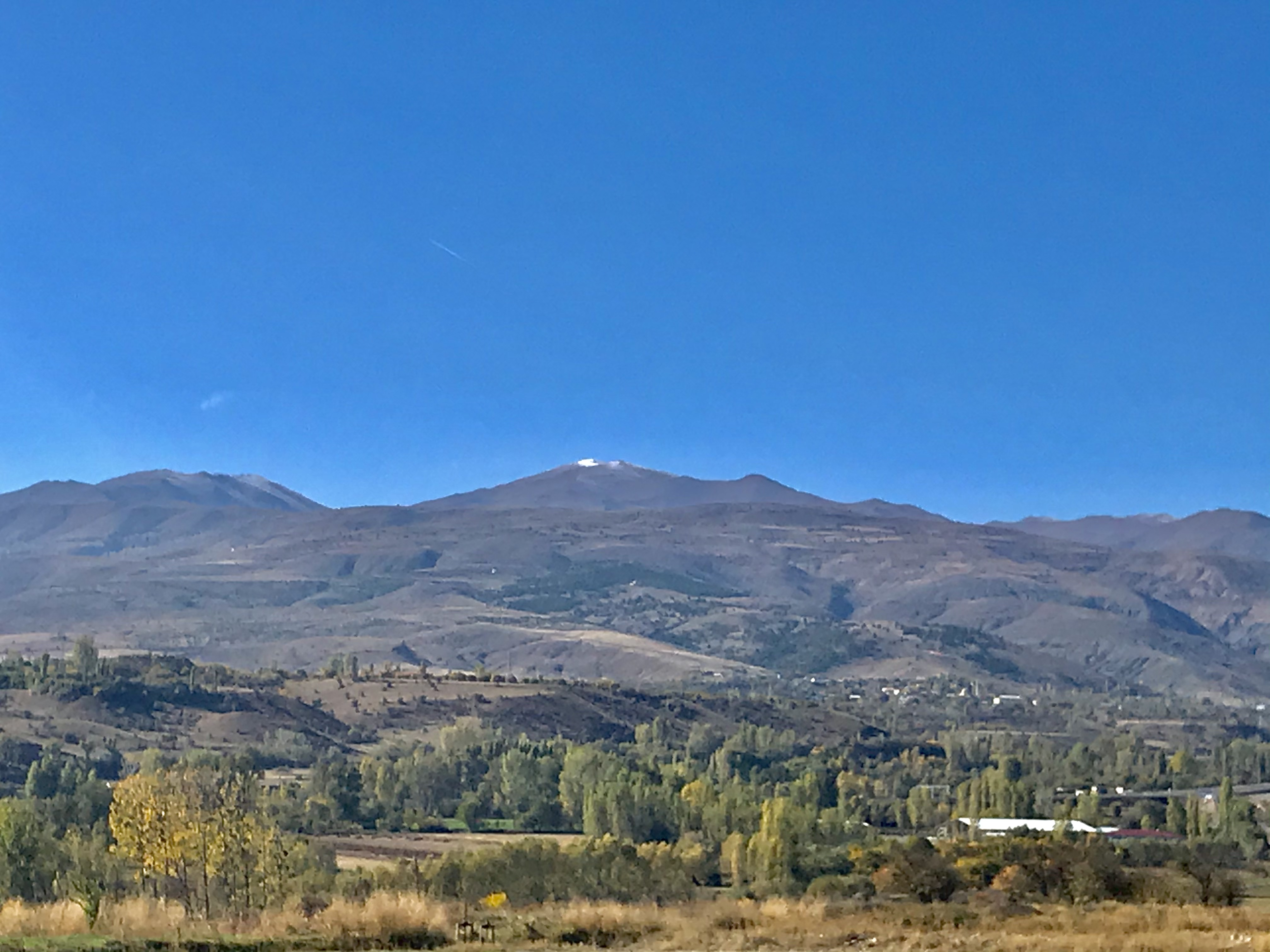
現代のキョセ・ダグ山

ルーム・セルジューク朝の軍勢はスィヴァスに集結し、多くの軍事経験の豊富な貴族たちがスィヴァスに留まって都市の要塞を活用するようにカイホスロー2世に対し進言した。それにもかかわらず、待たされることに苛立ちを募らせた若い貴族たちは攻勢に出るべきだと主張した。結局、軍隊はスィヴァスから北東へおよそ80キロメートルに位置するキョセ・ダグ山（「はげ山」を意味する）に向かったが、現地の峠に到着した際にも同様の意見の対立が起きた。慎重な貴族たちは自軍にとって有利な地形で防御態勢を築き、まだ到着していない援軍を待つようにカイホスロー2世に対して勧めたが、若い貴族たちは再び異議を唱え、このような姿勢を臆病だとして非難した。そして6月26日または7月1日に一人の若い貴族が配下の部隊に馬に乗って進軍するように命じ、さらに仲間を挑発して自分についてくるように促した。
その一方でこのような敵軍の混乱や狭く険しい渓谷を抜けていく峠の地形はバイジュの優れた統率力と軍隊の規律を生かす上で有利に働いた。峠道を進んでくるルーム・セルジューク朝軍の先鋒と戦うためにバイジュは急いで各部隊から集められた精鋭の兵士で構成される前衛部隊を編成し、残りの部隊も再編成した。双方の前衛部隊は渓谷の隘路で衝突したが、白兵戦では当初はルーム・セルジューク朝軍が優位に立った。
戦闘は両軍に存在したグルジア人騎兵が互いの軍勢を押し返しながら一日近くにわたって激しく続いたが、夕刻になってルーム・セルジューク朝軍の陣形が突如として崩れた。この陣形の崩壊の原因はよくわかっていない。同時代のアルメニアの歴史家であるグリゴル・アクネルツィは、ルーム・セルジューク朝軍の右翼部隊に対するアグバガという名のグルジアの王子の決定的な介入によるものだったとしているが、20世紀の歴史家のヨゼフ・マトゥズは、このアグバガの行動の報告に関するいくつかの矛盾点を指摘し、この説明を文学的なトポスだとして退けている。その一方でマトゥズはモンゴル軍が退却を装った後に不意を打って突然矢を放ち、再び突撃したとする別の史料による説明を支持している。
恐れをなしたルーム・セルジューク朝の軍勢は夜の間に陣地から逃げ出した。カイホスロー2世は忠誠心に欠ける一部の臣下がバイジュへ離反するのではないかと恐れ、その結果として妻子を伴いアンカラへ撤退した。翌日、バイジュは放棄された敵の陣地が罠になっているのではないかと疑い、さらにその翌日も略奪を控えた。この進軍の遅れによってモンゴル軍はカイホスロー2世を捕らえる機会を逸した。

## 戦闘後の経過

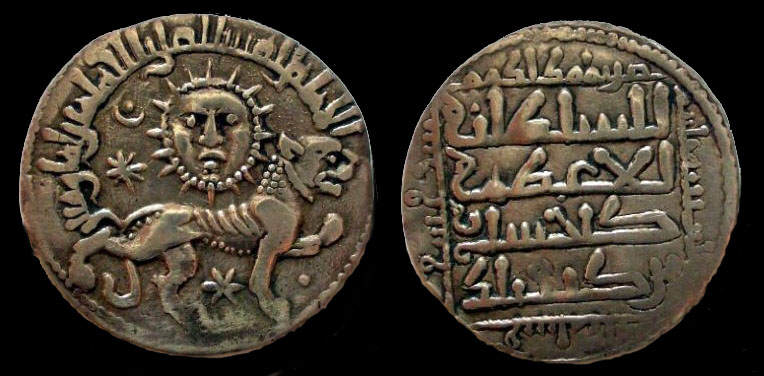
ヒジュラ暦638年（西暦1240/1年）にスィヴァスで鋳造されたカイホスロー2世のディルハム銀貨。キョセ・ダグの戦いに敗れたカイホスロー2世はモンゴルに対し莫大な量の銀貨を含む貢納を強いられた。

戦いの後にモンゴル軍はカイセリ、スィヴァス、エルズィンジャン、アンカラなどのアナトリアの多くの都市を占領し、カイホスロー2世はさらにアンタルヤへと逃れた。ただし、モンゴル軍は国都のコンヤを襲撃することはせず、多くの戦利品を携えてムガン平原へ撤退した。結果的にルーム・セルジューク朝は壊滅こそ免れたものの、これはワズィール（宰相）のムハッズィブッディーンがモンゴル側と交渉を行った結果によるものであり、ムハッズィブッディーンは莫大な貢納金の支払いを含む降伏の条件を受け入れることで合意した。具体的には年間1,200万枚の銀貨、500反の絹、500頭のラクダ、そして5,000頭の羊をルーム・セルジューク朝が費用を負担してモンゴルへ輸送することになった。また、後に派遣された使節はルーム・セルジューク朝の支配者のモンゴル皇帝に対する正式な臣従に加え、この地域を監督するモンゴルのダルガチの任命を受け入れた。
キョセ・ダグ山でのモンゴル軍の勝利はモンゴルがルーム・セルジューク朝に犠牲を強いつつアナトリアに対する支配を確立する契機となり、一方のルーム・セルジューク朝は敗北によって特にトゥルクマーンに対する統制力を弱めることになった。モンゴルは戦いの後すぐにトレビゾンド帝国の臣従を得て帝国の支配者であるマヌエル1世（在位：1238年 - 1263年）は1246年にモンゴルで行われた第3代皇帝グユク（在位：1246年 - 1248年）の即位式に出席したとみられている。一方でニカイア皇帝ヨハネス3世はモンゴルやトゥルクマーンの侵攻に備えて帝国東部の防衛を強化するためにラテン帝国に対する軍事行動の計画を断念せざるを得なかった。キリキア・アルメニア王国は1244年に自ら進んでモンゴルに臣従し、その見返りとして土地といくつかの要塞を得た。十字軍国家の一つであるアンティオキア公国も当初は臣従を拒否していたが、アルメニアの影響を受けて方針を転換し、最終的にはモンゴルに忠誠を誓った。
1246年にカイホスロー2世が死去すると、その支配地は3人の未成年の息子たちの間で分かれた派閥間の争いによって分裂状態に陥った。カイホスロー2世以降のルーム・セルジューク朝のスルターンの中では特にカイカーウス2世（在位：1246年 - 1262年）がモンゴルにとって厄介な存在となったものの、国勢は徐々に衰えていき、1308年にはついに滅亡した。そしてルーム・セルジューク朝の領土はモンゴル帝国の後継国家の一つであるイルハン朝に引き継がれた。